# 横浜調理師専門学校
横浜調理師専門学校（よこはまちょうりしせんもんがっこう）とは、神奈川県横浜市神奈川区鶴屋町三丁目31番4号にある専修学校。1951年（昭和26年）に横浜料理専門学院に始まり、1955年(昭和30年)に成立した学校法人難波学園が運営している。

## 設置学科
- 調理師科 昼間部1年 夜間部1.5年

## 交通アクセス
- 横浜駅西口徒歩4分